# Nesodon
A Nesodon az emlősök (Mammalia) osztályának a Notoungulata rendjébe, ezen belül a Toxodontidae családjába tartozó nem.

## Tudnivalók
A Nesodon Dél-Amerika déli részén élt, az oligocén kor végén és a miocén kor első felében. Körülbelül 12,7 millió évig maradt fent. A Nesodon „sziget fog”-at jelent.

## Rendszertani besorolásuk

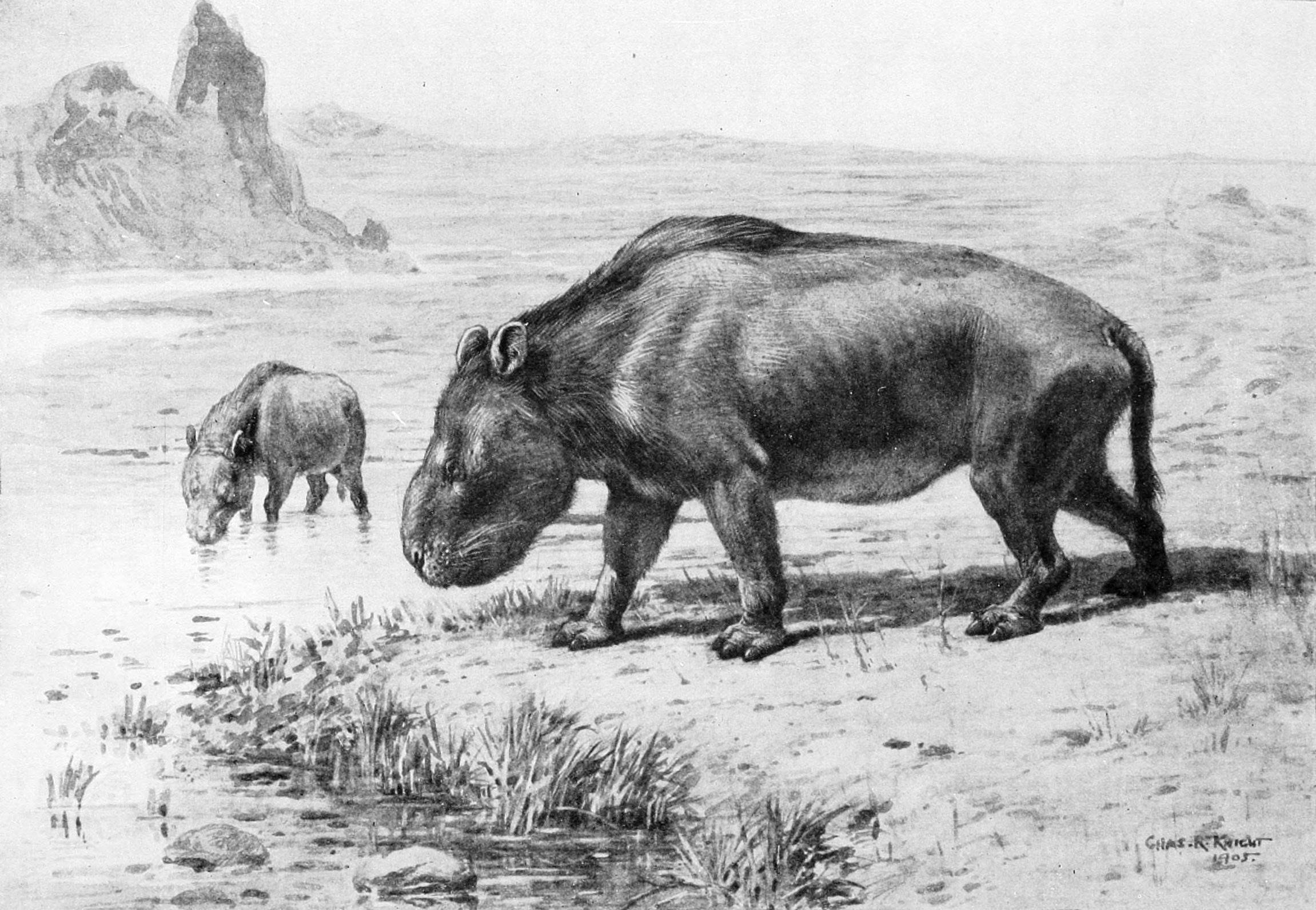
Nesodon imbricatusok

A Nesodon nevet Richard Owen alkotta meg 1846-ban. 1988-ban Carroll a Toxodontidae családba helyezte ezt a nemet. Mint a legtőbb toxodontida, a Nesodon-fajok is Dél-Amerika endemikus állatai voltak. A legtőbb Nesodon maradványt az argentínai és chilei miocén korból származó Santacrucian SALMA rétegben találták meg.

## Megjelenésük

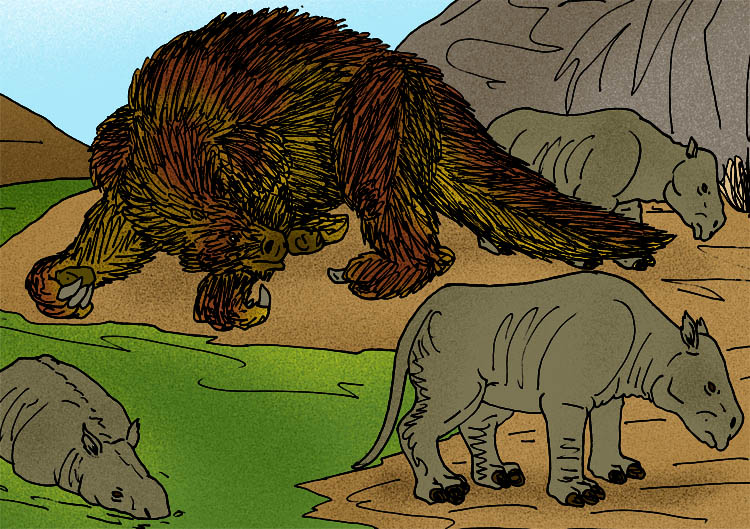
Nesodonok egy Promegatherium nanum körül

E nemből eddig három fajt fedeztek fel. A két első faj a Nesodon imbricatus, amely nagyobb testű volt, mint a Nesodon conspurcatus. A harmadik faj, a Nesodon cornutus lehet, hogy azonos a N. imbricatusszal, de lehet, hogy egy kis szarvat viselt a fején. Mindegyik Nesodon-faj nagyobb volt az Adinotheriumoknál.
Az állatok fogazata azt mutatja, hogy legelők, vagyis fűevők voltak, viszont a N. imbricatus fogzománc kopása arra utal, hogy ez az állat levelekkel táplálkozott, és táplálékát kiegészítette gyümölcsökkel és fakéreggel.

## Rendszerezés
A nembe az alábbi 3 faj tartozik:
- †Nesodon conspurcatus
- †Nesodon imbricatus
- †Nesodon cornutus

### Fordítás
Ez a szócikk részben vagy egészben  a   Nesodon című angol Wikipédia-szócikk fordításán alapul.  Az eredeti cikk szerkesztőit annak laptörténete sorolja fel. Ez a jelzés csupán a megfogalmazás eredetét és a szerzői jogokat jelzi, nem szolgál a cikkben szereplő információk forrásmegjelöléseként.